# Tenuidactylus voraginosus
Tenuidactylus voraginosus (лат.) — вид пресмыкающихся из семейства гекконовых. Обитает в юго-западных предгорьях Гиндукуша в Афганистане, являясь эндемиком этой страны (упоминается также, что эти ящерицы — эндемики афганской провинции Гильменд). Видовое название на латинском отражает большое количество бедренных и преанальных пор у самцов этого вида.